# Bulbophyllum flagellare
Bulbophyllum flagellare là một loài phong lan thuộc chi Bulbophyllum.